# Little Rock (Arkansas)
Little Rock Arkansas állam fővárosa és legnépesebb települése, valamint Pulaski megye megyeszékhelye. Az Arkansas-folyó déli partján, közel az állam földrajzi középpontjához épült település 1831. november 7-én kapott városi rangot. A város nevét a folyó mellett elhelyezkedő, kb. hatméteres sziklaformációról kapta, melyet az Arkansast 1799-ben uraló francia telepesektől a Le Petit Roche nevet kapta. Arkansas territórium központját 1821-ben a Mississippi folyó mellől, Arkansas Posttól Little Rockba tették át.

## Légi baleset
1999. június 1-jén 23:51-kor az American Airlines McDonnell Douglas MD-82 repülőgépe a Little Rock belföldi repülőtéren (Arkansas (LIT)) rossz időjárási körülmények között kísérelte meg a leszállást, melynek során a kifutón nem tudott megállni, túlfutott és összetört. A balesetben a gépen utazó 145 fő közül 11-en életüket vesztették, az 1983 óta repülő gép totálkáros lett.
A belföldi, 1420-as számú járat Dallasból indult, a Fort Worth nemzetközi repülőtérről (Texas (DFW/KDFW)).